# 17489 Trenker
17489 Trenker (1991 TS6) là một tiểu hành tinh vành đai chính được phát hiện ngày 2 tháng 10 năm 1991 bởi F. Borngen và L. D. Schmadel ở Tautenburg.